# Eluru

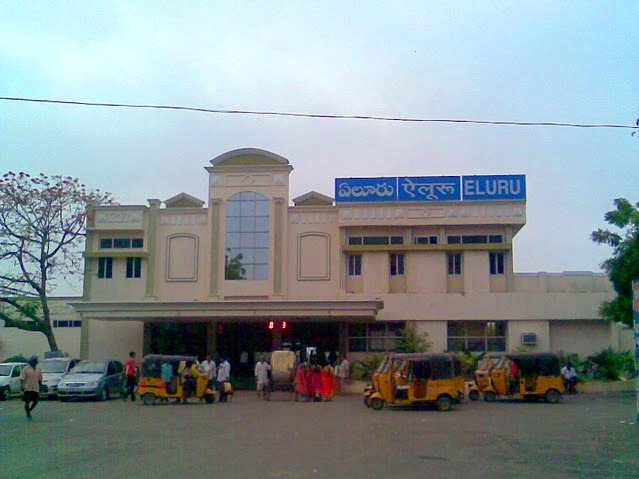
Järnvägsstation i Eluru.

Eluru är en stad i delstaten Andhra Pradesh i Indien, och är huvudort för distriktet West Godavari. Folkmängden uppgick till 203 780 invånare vid folkräkningen 2011, med förorter 250 834 invånare.